# Panckowia
Panckowia là một chi rêu trong họ Brachytheciaceae.